# Hypostomus aspilogaster
Hypostomus aspilogaster är en fiskart som först beskrevs av Cope, 1894.  Hypostomus aspilogaster ingår i släktet Hypostomus och familjen Loricariidae. Inga underarter finns listade i Catalogue of Life.